# Хронология истории России
На этой странице в хронологическом порядке приведены основные события из истории России. Указаны некоторые события, происходившие в мире в соответствующий период.
См. также основную статью История России, ссылки на более подробные хронологические таблицы.

## До нашей эры
- Середина 4-го тысячелетия до н. э. — строительство Стоунхенджа.
- Около XIII века до н. э. — Троянская война.
- VI век до н. э. — Возникновение Буддизма.
- 510/509 до н. э. — Свержение последнего царя в Риме. Установление Республики.
- 323 до н. э. — Смерть Александра Македонского.
- 264—242 до н. э. — Первая Пуническая война

- Конец 3-го — начало 2-го тысячелетия до. н. э. — возникновение культур бронзового века: Фатьяновская культура[1], Среднеднепровская культура[2] в Европейской части России и Восточной части Украины; Катакомбная культура на Юге России, Подонье, в степях Причерноморья[3].
- 2-я половина 2-го тысячелетия до н. э. — Возникновение культур бронзового века: Срубная культура в степных и лесостепных районах современной территории Украины и Европейской части России[4]; Абашевская культура в лесостепном Подонье, Среднем Поволжье и на Южном Урале; Андроновская культура в Западной Сибири, Южном Приуралье и Казахстане.
- VIII—VII века до н. э. — Появление в северо-восточном Причерноморье киммерийцев[5].
- VII—III века до н. э. — Господство скифов в причерноморских степях[6].
- VII век до н. э. — Культуры железного века: Городецкая культура в среднем и нижнем течении Оки; Тагарская культура в бассейне верхнего и среднего Енисея; Дьяковская культура на землях будущей Москвы.
- VI—V века до н. э. — Возникновение древнегреческих колоний на побережье Чёрного моря (Пантикапей, Ольвия, Горгиппия, Мирмекий, Танаис и других)[7].
- III век до н. э. — Сарматы в степях Северного Причерноморья (до IV века н. э.)[8].

## I—VII векан. э.
- 166—180 — Маркоманская война.
- 272 — Казнь пророка Мани в Гундешапуре при Вахрамее I.
- 391 — Христианство становится государственной религией в Римской Империи.
- 395 — Римская Империя разделяется на Западную и Восточную.
- 410 — Вестготы под предводительством Алариха берут Рим.
- 430—470 — Вторжение гуннов в Индию.
- 476 — Падение Западной Римской империи.
- 500 — Создание Франкского королевства.
- 610 — Возникновение ислама.

- 158 — Первое упоминание о племенах хунну (гуннах) в античных источниках.
- Начало III века — начало V века — Расцвет Черняховской культуры недалеко от нынешнего Киева[9].
- III век — Появление готов в Северном Причерноморье[10].
- IV в. — Начало Великого переселения народов.
- IV — VI века — Первые политические объединения славян. Антский союз.
- IV в. н. э. — Образование первого племенного союза восточных славян (волыняне и бужане)[источник не указан 724 дня].
- 370 — Гунны покоряют аланов и начинают путь на запад.
- 371 — Гунны переправились через Дон и разбили готов. Остготы подчинились гуннам.
- 375 — Гунны наносят поражение готам Германариха. Вторжение гуннов в причерноморские степи.
- V в. — Образование второго племенного союза восточных славян (полян) в бассейне среднего Днепра.
- VI век — Образование государства Алания на Северном Кавказе.
- 550-е — Вторжение аваров в восточнославянские земли.
- VI в. — Покорение аварами славянского племени дулебов (558).
- 558 — Вторжение авар в Северное Причерноморье. Царь алан Саросий, который был в дружеских отношениях с Византийской империей, передал известие о приближении авар командующему византийской армией в Закавказье Юстину. Аварское посольство прибывает в Константинополь.
- VI — VII века — Заселение славянскими племенами района Приильменья.
- 626 — Осада Константинополя (626): Начало года — Шахрвараз подступил к Константинополю. 29 июня — Авангард аварской армии появился у стен Константинополя. Авары и славяне, нарушив перемирие, подошли к городу и сожгли предместья. 31 июля — Первые стычки. 2 августа — К хагану прибыло византийское посольство. 4 августа — Морская битва в Босфоре. 7 августа — Морская битва в Золотом Роге. Вона нанёс поражение славянскому флоту. 8 августа — Славяне ушли. Авары сожгли предместья и отступили.
- VII в. — Расселение славянских племён в бассейнах верхнего Днепра, Западной Двины, Волхова, Верхней Волги и т. д.
- Середина VII века — Возникновение в низовьях Волги Хазарского каганата (существовал до конца X века)[11].

## VIII век
- Начало VIII века — Постройка ильменскими словенами Любшанской крепости в низовьях Волхова.
- VIII в. — Начало экспансии Хазарского каганата на север, наложение дани на славянские племена полян, северян, вятичей, радимичей.
- 730 — Битва при Ардебиле между хазарами и арабами[12].
- Около 750 — Ранние постройки Старой Ладоги.

## IX век
- 814 — Смерть Карла Великого.
- 843, 11 августа — три внука франкского императора Карла Великого заключили между собой в городе Вердене Верденский договор (Верденская клятва) о разделе империи. Карл Лысый получает Францию, Людовик Немецкий — Германию, Лотарь I — Бургундию, Эльзас, Лотарингию и Северную Италию. Начало образования германского, итальянского и французского государств.
- Середина — конец IX века — Постоянные набеги викингов на англосаксов, ирландцев и франков.

- 839, 18 мая — Посольство кагана русов в Ингельгейм ко двору императора Запада Людовика I Благочестивого.
- 840 — Нападение русов на Амастриду, главный город византийской Пафлагонии. Князь Бравлин и его дружина.
- Позднее 840 — Сообщение арабского географа Ибн Хордадбеха о торговых путях купцов-русов к Чёрному морю, на Каспий и в Багдад.
- 844, 2 октября — Нападение кораблей «ал-Маджус ар-Рус» на Севилью. Русы берут город штурмом, убивают и захватывают в рабство множество жителей, городские стены разрушены[13].
- 859 — Первое летописное упоминание Новгорода. Сообщение «Повести временных лет» о варяжской и хазарской данях, взимавшихся с восточнославянских и финно-угорских племён.
- 860 — Неудачный поход русов на Константинополь, после которого «стала прозываться Русская земля».
- 862 — Начало российской государственности[14]. Призвание варягов и начало правления князя Рюрика[15]. Согласно «Повести временных лет», посольство чуди, веси, ильменских словен и кривичей отправилось в землю варяжскую, чтобы найти князя, который мог бы положить конец междоусобицам.

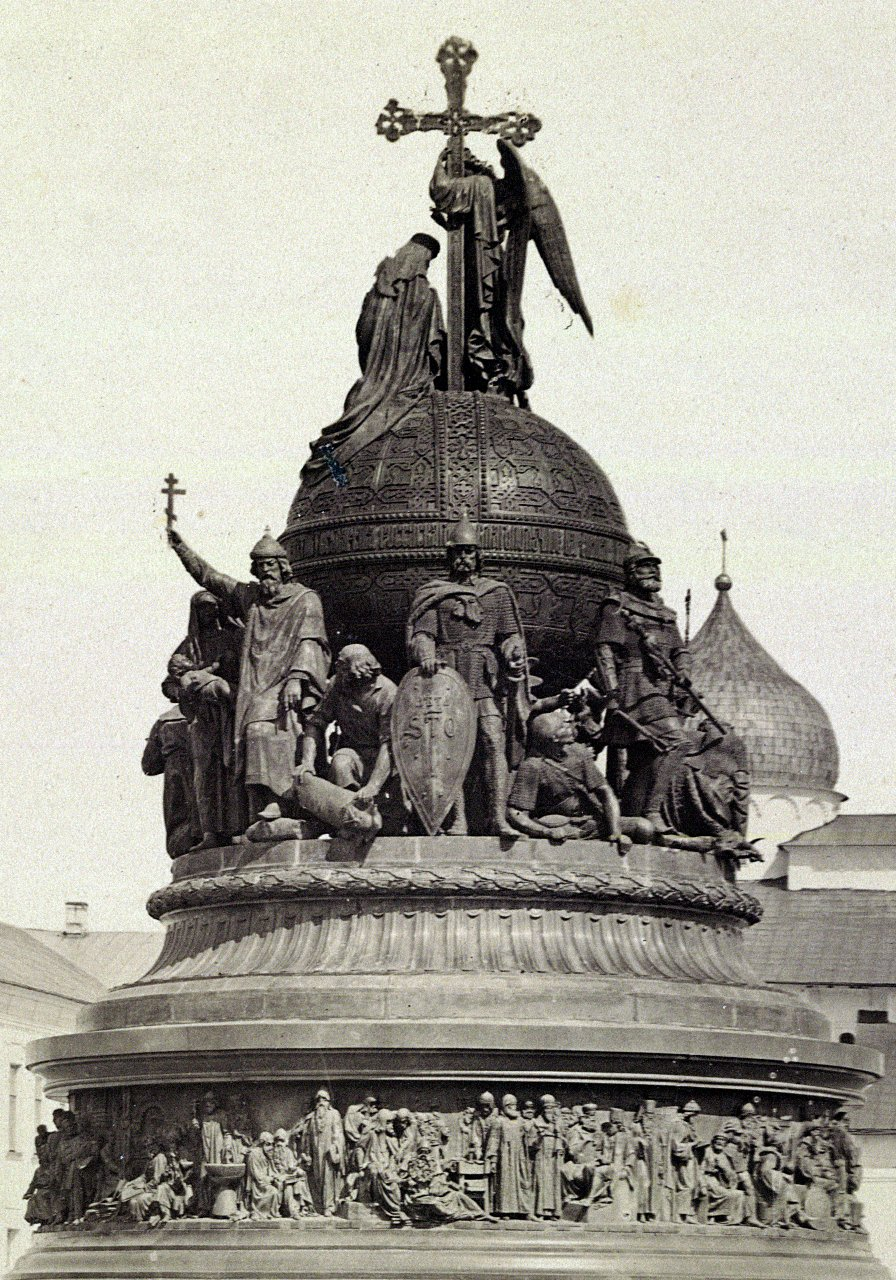
Памятник Тысячелетие России

- 862 — первой столицей Руси становится Ладога.
- 862—879 — Правление князя Рюрика[15].
- 863 — Кирилл и Мефодий создают славянскую письменность — глаголицу.
- 864 — Умерли братья Рюрика Синеус и Трувор, он стал единовластным правителем севера Руси и перенес свою резиденцию в Новгород
- 864 — Начало княжения Аскольда и Дира в Киеве.
- Между 864 и 884 — Нападение русского флота на Абаскун в Каспийском море.
- 879 — Умер Рюрик[15]. Новгородским князем становится воевода Рюрика Вещий Олег.
- 879—912 — Правление князя Вещего Олега.
- 882 — Поход князя Олега из Новгорода на Киев. Киев становится столицей древнерусского государства Рюриковичей. Убийство князей Аскольда и Дира.
- 882—912 — Правление князя Вещего Олега в Киевской Руси[16].
- 883 — Подчинение древлян князю Вещему Олегу[16].
- 884 — Подчинение северян князю Вещему Олегу[16].
- 885 — Подчинение радимичей князю Вещему Олегу[16].

## X век
- 911 — основание герцогства Нормандского.
- 930 — взятие Мекки карматами. Осквернение Каабы.
- 962 — Оттон I коронован в Риме императором Священной Римской империи (существовала до 1806)
- 966 — крещение польского князя Мешко. Распространение католицизма в Польше.
- 986 — основание норвежской колонии в Гренландии.

- 907 — Поход Олега на Константинополь. Заключение Русско-византийского договора.
- 911 — заключение русско-византийского мирного договора.
- 912 — киевским князем становится Игорь Рюрикович.
- 913 — Каспийский поход русов на Гилян, Дейлем, Табаристан, Абаскун[англ.].
- 915 — первое нападение печенегов на Русь.
- 920 — поход князя Игоря на печенегов.
- 941—944 — Русско-византийская война. Заключён новый договор с Византией (944).
- 941 — неудачный поход войска князя Игоря на Константинополь.
- 944 — успешный поход объединённого войска русов, печенегов и венгров на Царьград. Заключение русско-византийского договора, менее выгодного, чем договоры Олега.
- 944—945 — набег русов на прикаспийский город Бердаа.
- 945 — князь Игорь убит древлянами в процессе сбора полюдья при попытке вторичного сбора дани.
- 945—964 — княжение княгини Ольги. Устройство «уроков и погостов», упорядочивание сбора дани.
- 957 — княгиня Ольга в Константинополе крестится и принимает имя Елена.
- 964—972 — княжение князя Святослава.
- 964—966 (по русской летописи; по восточным источникам 968—969) — походы князя Святослава на камских болгар, хазар, ясов и касогов.
- 965 — разгром Хазарского каганата князем Святославом, захват Саркела и Тмутаракани.
- 968—969 — завоевание Первого Болгарского Царства.
- 970—971 — Война Святослава с Византией.
- 972 — убийство Святослава печенегами у днепровских порогов.
- 972—978 — княжение Ярополка, сына Святослава.
- 977—978 — междоусобица сыновей Святослава Игоревича.
- 978 — поход Владимира на Полоцк. Владимир убивает полоцкого князя Рогволода и женится на его дочери Рогнеде.
- 978 — Владимир убивает своего брата Ярополка и захватывает власть в Киеве.
- 980 — учреждение общерусского пантеона языческих богов.
- 983 — Владимир совершает поход на летто-литовское племя ятвягов, побеждает их и устанавливает контроль над их землями.
- 984 — Владимир и его воевода Волчий Хвост нанесли поражение радимичам, которые, будучи ещё в IX веке включёнными в состав Древнерусского государства, вышли из подчинения. В результате этого похода радимичи были вновь покорены и вынуждены платить дань и «возить повозы».
- 985 — Владимир и его дядя Добрыня с торками ходили в поход на камских болгар. Русские войска захватили много пленных, а с дунайскими болгарами был заключён договор о мире и взаимопомощи.
- 986 — болгарские войска с помощью русов нанесли византийцам сокрушительное поражение в Болгарии.[источник не указан 1469 дней]
- 988 — Крещение Руси.

## XI век
- 1001 — Проникновение ислама в Индию.
- 1054 — «Великая схизма». Раскол католической и православной церквей.
- 1066 — Нормандское завоевание Англии. Вильгельм Завоеватель.
- 1096—1099 — Первый крестовый поход.

- 1001 — Полоцк по смерти Изяслава Владимировича наследуется его сыном Брячиславом.
- 1015—1024 — междоусобные войны сыновей Владимира I.
- 1019 — вокняжение Ярослава Мудрого в Киеве (до 1054). В эти годы составлена «Правда Ярослава» — древнейшая часть «Русской Правды».
- 1021 — разорение Брячиславом Новгорода, Битва на реке Судоме, передача Ярославом Брячиславу Витебска и Усвята.
- 1024 — Лиственская битва и раздел Русской земли по Днепру.
- 1030 — начало строительства Спасо-Преображенского собора в Чернигове (до 1035).
- 1036 — образование киевской митрополии.
- 1036 — разгром печенегов под стенами Киева.
- 1037 — начало строительства Софийского собора в Киеве (до 1041).
- 1040 — поход Ярослава Мудрого на Литву.
- 1043 — Поход князя Ярослава Мудрого на Византию.
- 1054 — смерть Ярослава Мудрого и разделение Руси между его сыновьями. Триумвират Ярославичей.
- 1060 — разгром торков в степях Ярославичами и Всеславом полоцким.
- 1065—1067 — нападения Всеслава на Псков и Новгород, разгром и пленение Всеслава на Немиге Ярославичами.
- 1068 — Битва на Альте. Восстание в Киеве. Вокняжение в Киеве полоцкого князя Всеслава Чародея.
- 1072 — составлена «Правда Ярославичей», вторая часть «Русской Правды».
- ок. 1072 — Восстания в Новгородской земле и Ростово-Суздальской земле.
- 1073 — «Изборник Святослава».
- 1078 — Битва на Нежатиной Ниве между великим князем Изяславом и его братом Всеволодом с одной стороны, и их племянниками Олегом Святославичем и Борисом Вячеславичем с другой. Гибель Изяслава и Бориса Вячеславича; вокняжение в Киеве Всеволода Ярославича.
- 1086 — отравление Ярополка Изяславича изгоями Ростиславичами и обособление Перемышля и Теребовля.
- 1093 — вокняжение в Киеве Святополка Изяславича (до 1113), поражение русских войск на Стугне от половцев.
- 1097 — Съезд князей в Любече, прекращение усобицы на востоке Руси. Принято правило «Каждый держит отчину свою», закрепившее тенденцию к политической раздроблённости Древнерусского государства.
- 1100 — Съезд в Уветичах, прекращение усобицы на западе Руси.

## XII век
- первая половина XII века — Строительство храмового комплекса Ангкор-Ват в Камбодже.
- 1137 — Объединение Каталонии и Арагона.
- 1147—1149 — Второй крестовый поход.
- 1154—1189 — правление в Англии Генриха II из династии Плантагенетов.
- 1189—1192 — Третий крестовый поход.
- 1192 — Установление сёгуната в Японии.

- 1103 — Долобский съезд русских князей и первый совместный поход на половцев.
- 1107 — новый разгром половцев на Руси.
- 1111 — разгром половцев в степях и их откочёвка в Грузинское царство.
- 1113 — Вокняжение Владимира Мономаха в Киеве. Киевское восстание народа против старшей дружины.
- 1118 — Окончательная редакция «Повести временных лет».
- 1125 — Смерть Владимира Мономаха и вокняжение в Киеве Мстислава Владимировича.
- 1127 — взятие войсками Мстислава Владимировича Полоцка и высылка полоцких князей в Константинополь.
- 1132 — смерть Мстислава Владимировича и начало распада Киевской Руси.
- 1136 — Восстание в Новгороде. Изгнание князя Всеволода Мстиславича. Утверждение республики в Новгороде.
- 1147 — Первое летописное упоминание Москвы. Убийство в Киеве великого князя Игоря Ольговича.
- 1157 — Смерть в Киеве князя Юрия Долгорукого. Княжение во Владимире суздальском князя Андрея Боголюбского (до 1174).
- 1169 — Коалиция суздальских, смоленских и черниговских князей захватила и сожгла Киев.
- 1174 — Убийство владимирского князя Андрея Боголюбского.
- 1176 — Начало княжения во Владимирском княжестве Всеволода Большое Гнездо.
- 1185 — Поход Новгород-Северского князя Игоря Святославича против половцев. «Слово о полку Игореве».
- 1199—1205 — Объединение Волынского и Галицкого княжеств.

## XIII век
- 1202 — Образование Ордена меченосцев.
- 1204 — Разгром Константинополя крестоносцами.
- 1206 — Темуджин провозглашён правителем монголов и принял имя Чингисхан.
- 1212 — Битва при Лас-Навас-де-Толоса. Решающие успехи Реконкисты.
- 1215 — Под натиском монголов пал Пекин.
- 1258 — Монголы разрушают Багдад.
- 1259 — Парижский мир между Королевством Англия и Королевством Франция.
- 1265 — Начало английского парламента.
- 1266 — Битва при Беневенто.
- 1268 — Захват Антиохии мамлюкским султаном Египта и Сирии Бейбарсом I.
- 1269 — Сооружение гробницы англосаксонского короля Эдуарда Исповедника в Вестминстерском аббатстве.
- 1270 — Битва при Карусе.
- 1271 — Начало путешествий Марко Поло в Китай (до 1291 года).
- 1291 — Падение Акры — последнего владения крестоносцев на Ближнем Востоке.
- 1299 — Ликвидация улуса Ногая. Объединение Золотой Орды под властью хана Тохты.

- 1216 — Липицкая битва между сыновьями Всеволода Большое Гнездо.
- 1221 — Основание Нижнего Новгорода.
- 1223 — Битва на реке Калке. Монголы под предводительством Субудэя и Джебе наносят поражение объединённому русско-половецкому войску.
- 1237 — Вторжение монгольских войск во главе с Батыем на Русь. Разорение Рязани.
- 1238 — 1 января битва у Коломны, разорение города Коломны Бату-ханом (Батыем), гибель князя Романа, воеводы Еремея Глебовича и военачальника Кюльхана — младшего сына Чингисхана. Разорение монголами городов Северо-Восточной Руси. Поражение великого князя владимирского Юрия Всеволодовича в битве на реке Сити, оборона Козельска.
- 1239 — Вторжение войск Батыя в южнорусские земли. Разорение Переяславля, Чернигова.
- 1240 — Взятие Киева войсками Батыя.
- 15 июля 1240 — Невская битва. Победа новгородского князя Александра над шведами.
- 5 апреля 1242 — Ледовое побоище. Войско Александра Невского наносит поражение немецким рыцарям.
- 1243 — Батый основывает Золотую Орду.
- 1252 — Неврюева рать, начало великого княжения Александра Невского во Владимире.
- конец 1250-х — Перепись населения Руси, проведённая монголами для сбора дани.
- 1263 — Александр Невский умирает, возвращаясь из Золотой Орды. Ярлык на владимирское великое княжение получает его брат Ярослав Ярославич.
- 1268 — Раковорская битва.
- 1276 — Вокняжение Даниила Александровича в Москве (до 1303).
- 1281—1293 — борьба сыновей Александра Невского за великое княжение.
- 1293 — Поход на Русь хана Дюденя, в результате которого разрушены и сожжены 14 городов северо-востока Руси.

## XIV век
- около 1325 — Основание ацтеками города Теночтитлана.
- 1337 — Начало Столетней войны (до 1453).
- 1347—1350 — Эпидемия чумы в Западной Европе.
- 1359—1380 — «Великая замятня» в Золотой Орде.
- около 1370 — Начало завоевательных походов Тамерлана.
- 1380 — разгром Мамая ханом Тохтамышем. Объединение Золотой Орды.
- 1389 — Битва на Косовом поле. Турки-османы наносят поражение сербской армии.
- 1397 — Кальмарская уния Дании, Швеции и Норвегии.

- 1301—1302 — Присоединение к Москве Коломны, Переяславль-Залесского княжества (временно), Можайска.
- 1325 — Убийство московского князя Юрия Данииловича тверским князем Дмитрием Грозные Очи. Начало княжения в Москве Ивана Калиты (до 1340 года).
- 1327 — Восстание в Твери против золотоордынского баскака Чолхана.
- 1328 — Федорчукова рать против Твери, в которой принимает участие Иван Калита. Иван Калита становится великим князем.
- около 1340 — Основание Сергием Радонежским Троице-Сергиева монастыря.
- 1352—1353 — Эпидемия чумы.
- 1359 — Начало княжения в Москве Дмитрия Ивановича (в будущем Донского, до 1389).
- 1363 — утверждение Дмитрия Ивановича на великом княжении во Владимире.
- 1367—1369 — Строительство каменного кремля в Москве.
- 1377 — битва на реке Пьяне.
- 1378 — победа русского войска над золотоордынцами в сражении на реке Воже.
- 1380 — Куликовская битва. Победа объединённого русского войска над ордынскими войсками Мамая.
- 1382 — Осада и разорение Москвы и других городов Северо-Восточной Руси ханом Тохтамышем.
- около 1382 — Начало чеканки монеты в Москве.
- 1385 — Захват Коломны рязанским князем Олегом.
- 1395 — Разгром Золотой Орды Тамерланом.

## XV век
- 1410 — Грюнвальдская битва. Разгром польско-литовской армией Тевтонского ордена.
- 1431 — Казнь Жанны д’Арк в Руане.
- около 1445 — Изобретение книгопечатания Иоганном Гуттенбергом.
- 1453 — Захват Константинополя турками-османами. Гибель Византийской империи.
- 1455 — В Англии начинается война Алой и Белой роз (до 1485).
- 1492 — Первое плавание Христофора Колумба. Открытие Америки.
- 1498 — Плавание Васко да Гамы к берегам Индии вокруг мыса Доброй Надежды.

- 1408 — Осада Москвы ордынским эмиром Едигеем.
- 1425 — Начало междоусобной войны (до 1453).
- 1425 — смерть Василия I. Вокняжение Василия II Тёмного.
- 1433, 1434 — княжение в Москве Юрия Дмитриевича Звенигородского.
- 1445 — поражение Василия II под Суздалем и его пленение татарами.
- 1446 — ослепление Василия II. Княжение Дмитрия Шемяки.
- 1453 — смерть Дмитрия Шемяки в Новгороде. Окончание феодальных войн.
- 1458 — Окончательное разделение митрополии всея Руси на Киевскую и Московскую.
- 1462 — Начало великого княжения Ивана III Васильевича (до 1505).
- 1468 — Путешествие тверского купца Афанасия Никитина в Индию («Хождение за три моря», до 1472).
- 1471 — Первый поход Ивана III на Новгород, Шелонская битва.
- 1478 — Падение независимости Великого Новгорода, присоединение его к Москве
- 1480 — «Стояние» на реке Угре, освобождение русских земель от ордынского ига.
- 1483 — Русские впервые перешли Уральский хребет, дойдя до Оби.
- 1485 — Присоединение к Москве Твери.
- 1485 — Начало строительства кирпичных стен и башен Московского Кремля (до 1489).
- 1497 — Принятие Судебника — общерусского свода законов, установление единого срока перехода крестьян (неделя до и неделя после осеннего Юрьева дня).
- 1500 — битва на реке Ведроши.
- 1500—1503 — Война с Великим княжеством Литовским и Ливонской конфедерацией.

## XVI век
- 1517 — Начало Реформации в Германии. «95 тезисов» М. Лютера.
- 1519—1522 — Первое кругосветное плавание Ф. Магеллана.
- 1526 — Основана империя Великих Моголов в Индии.
- 1531 — Начало испанского завоевания Перу. Ф. Писсаро.
- 1569 — Объединение Польши и Великого княжества Литовского в Речь Посполитую.
- 1572 — Варфоломеевская ночь в Париже.
- 1588 — Гибель испанской «Непобедимой армады».

- 1505 — Смерть Ивана III, начало правления Василия III (правил до 1533).
- 1510 — Присоединение Пскова к Москве.
- 1514 — Присоединение Смоленска к Москве.
- 1517 — Первое упоминание в летописях о Боярской думе.
- 1521 — Присоединение Рязанского княжества к Москве.
- 1524 — Строительство Новодевичьего монастыря.
- 1533 — Смерть Василия III, начало правления Елены Глинской (правила до 1538).
- 1533 — начало великого княжения Ивана IV Грозного (правил до 1584).
- 1538—1547 — Боярское правление.
- 1547 — Венчание Ивана IV на царство.
- 1549 — Созыв первого Земского собора.
- 1549(47)—1560 — Реформаторская деятельность «Избранной Рады».
- 1550 — Судебник Ивана IV. Создание стрелецкого войска.
- 1551 — Стоглавый собор.
- 1552 — Присоединение Казанского ханства.
- 1555 — Сибирский хан Едигер признал вассальную зависимость от Москвы.
- 1556 — Присоединение Астраханского ханства.
- 1558 — Начало Ливонской войны (до 1583).
- 1562 — взятие Полоцка.
- 1563 — В Сибирском ханстве к власти пришёл хан Кучум, разорвавший отношения с Москвой.
- 1564 — Первая печатная книга Ивана Фёдорова — «Апостол». Разгром русских войск поляками на реке Уле (под Полоцком).
- 1565 — Учреждение опричнины.
- 1570 — Новгородский погром и массовые казни в Москве. Пик террора.
- 1571 — сожжение Москвы Девлет-Гиреем I.
- 1572 — Отмена опричнины. Битва при Молодях.
- 1581 — Введение «Заповедных лет». Начало похода Ермака в Сибирь. Осада Пскова Стефаном Баторием.
- 1582 — Ям-Запольский мир с Речью Посполитой.
- 1582—1583 — Поход Ермака в Сибирь.
- 1583 — Плюсское перемирие со Швецией.
- 1584 — Смерть царя Ивана IV, начало фактического правления Бориса Годунова.
- 1589 — учреждение Патриаршества.
- 1591 — Смерть в Угличе царевича Дмитрия.
- 1592 — Составление писцовых книг.
- 1597 — Введение «урочных лет» (пятилетний срок сыска беглых крестьян).
- 1598 — Смерть царя Фёдора Ивановича. Прекращение династии Рюриковичей. Избрание на царствование Бориса Годунова (до 1605). Начало Смутного времени (до 1613).

## XVII век
- 1607 — Основание первой английской колонии в Северной Америке — Виргинии.
- 1618 — Начало Тридцатилетняя война (до 1648).
- 1624 — Кардинал Ришельё — глава королевского совета Франции (до 1642).
- 1641 — Начало Английской революции.
- 1644 — В Китае маньчжуры свергают императора из династии Мин. Начало династии Цин (до 1911).
- 1655—1660 — Северная война 1655—1660 ("шведский потоп").
- 1688 — «Славная революция» в Англии. Становление парламентской монархии.

- 1603 — Восстание Хлопка.
- 1605 — Свержение династии Годуновых.
- 1606 — Убийство Лжедмитрия I и воцарение Василия Шуйского.
- 1606—1607 — Восстание под предводительством Ивана Болотникова.
- 1607 — появление Лжедмитрия II.
- 1608 — Разгром Лжедмитрием войск Василия Шуйского при Болхове. Тушинский лагерь. Осада Москвы.
- 1608—1610 — осада Троице-Сергиева монастыря людьми Лжедмитрия II и польскими интервентами.
- 1609 — Начало осады поляками Смоленска.
- 1610 — Битва при Клушине. Свержение Василия Шуйского. Семибоярщина. Вступление поляков в Москву.
- 1610 — Гибель Лжедмитрия II.
- 1611 — Падение Смоленска, шведская интервенция в Новгородскую землю.
- 1612 — Освобождение Москвы от интервентов народным ополчением Минина и Пожарского.
- 1613 — Земский собор. Избрание на царство Михаила Романова (правил до 1645). Начало династии Романовых (до 1917).
- 1617 — Столбовский мир со Швецией.
- 1618 — Деулинское перемирие с Польшей.
- 1628 — Основание Красноярска
- 1632—1634 — Смоленская война. Поляновский мир.
- 1645—1676 — Царствование Алексея Михайловича.
- 1648 — начало восстания в Запорожской Сечи под предводительством Богдана Хмельницкого.
- 1648 — Восстания в Москве («Соляной бунт»), Воронеже, Курске и других городах.
- 1648 — Казак Семён Дежнёв открыл пролив, отделяющий Чукотку от Аляски.
- 1649 — Соборное уложение. Завершён процесс закрепощения крестьян.
- 1654 — Переяславская рада. Начало новой русско-польской войны (до 1667). Возвращение Смоленска.
- 1656 — Виленское перемирие. Начало русско-шведской войны (до 1658).
- 1661 — Основание Иркутска.
- 1662 — «Медный бунт» в Москве.
- 1667 — Андрусовское перемирие с Польшей.
- 1668—1676 — Соловецкое восстание.
- 1670—1671 — Крестьянско-казацкое восстание под предводительством Степана Разина.
- 1676—1682 — Царствование Фёдора III Алексеевича.
- 1676 год, 19 сентября — капитуляция гетмана Правобережной Украины Петра Дорошенко перед русскими войсками, передача им гетманских регалий Ивану Самойловчу и принесение присяги на верность русскому царю Фёдору III Алексеевичу.
- 1677—1678 — проведение подворной переписи, составление писцовых книг.
- 1678 год, июль — продление русско-польского перемирия. Передача Польше Велижского, Невельского и Себежского уездов в обмен на Киев.
- 1677—1681 — Русско-турецкая война.
- 1677 год, 3 — 29 августа — Безуспешная осада турецкой армией крепости Чигирин.
- 1677 год, 27 — 28 августа — Победа русско-запорожской армии под командованием Ромодановского над крымско-турецкой армией в сражении у Бужина.
- 1682 — Хованщина. Начало царствования Петра I и Ивана V при регентстве Софьи.
- 1686 — «Вечный мир» России с Речью Посполитой. Речь Посполитая уступила Киев.
- 1689 — Начало самостоятельного правления Петра I (до 1725).
- 1695, 1696 — Азовские походы.
- 1697—1698 — Великое посольство.
- 1698 — Стрелецкий бунт в Москве.
- 1700—1721 — Северная война.
- 1700 год — изменено летоисчисление.

## XVIII век
- 1701 — Начало войны «за испанское наследство» (до 1714).
- 1744 — Создание саудовского государства на Аравийском полуострове.
- 1756 — Начало Семилетней войны (до 1763).
- 1757 — Битва при Плесси. Начало завоевания Индии англичанами (завершено в 1849).
- 1770 — Плавание Дж. Кука.
- 1771 — Первая фабрика в Англии.
- 1775 — Начало войны североамериканских колоний Англии за независимость (до 1783).
- 1789 — Начало Великой французской революции. Взятие Бастилии.
- 1793 — Казнь Людовика XVI по решению Конвента.

- 1703 — Основание Санкт-Петербурга. Выход в свет первого номера газеты «Ведомости».
- 1708 — Победа русских войск в битве при Лесной.
- 1709 — Победа русских войск в Полтавской битве.
- 1711 — Учреждение Сената. Прутский поход.
- 1712 — Перенесение столицы в Санкт-Петербург.
- 1714 — Победа русского флота в морском сражении при Гангуте.
- 1714 — Указ о единонаследии.
- 1718—1721 — Учреждены коллегии.
- 1720 — Гренгамское сражение.
- 1721 — Ништадтский мирный договор России со Швецией.
- 1721 — Провозглашение России Империей.
- 1722 — Принятие Табели о рангах.
- 1724 — Указ об учреждении Академии наук в Санкт-Петербурге.
- 1725 — Смерть Петра I.
- 1725—1727 — Правление Екатерины I.
- 1725 — Начало Первой Камчатской экспедиции (до 1729).
- 1727—1730 — Правление Петра II.
- 1730 — Начало правления Анны Иоанновны (до 1740).
- 1732 — открылся Сухопутный шляхетский корпус, главное высшее военно-учебное заведение в России.
- 1733 — Вторая Камчатская экспедиция Витуса Беринга (до 1743).
- 1733 — начало Войны за польское наследство.
- 1735 — начало Русско-турецкой войны 1735—1739 годов.
- 1736 — Азов окончательно присоединён к России.
- 1739 — Сражение под Ставучанами. Первая победа России над Турцией в полевом сражении.
- 1740 — начало правления Ивана VI (до декабря 1741).
- 1741 — начало Русско-шведской войны 1741—1743 годов.
- 1741 — начало царствования Елизаветы Петровны (до 1761).
- 1755 — Основание Московского университета.
- 1756 — начало Семилетней войны.
- 1759 — Битва при Кунерсдорфе. Победа русских войск.
- 1761 — Императором становится Пётр III (до 1762).
- 1762 — Манифест о вольности дворянства. Начало царствования Екатерины II (до 1796).
- 1764 — Секуляризация церковных и монастырских земель. Отмена гетманства на Украине.
- 1765 — Указ о праве помещиков ссылать крепостных крестьян в Сибирь. Создание Вольного экономического общества.
- 1767 — Созвана уложенная комиссия (до 1768).
- 1768 — Начало войны с Барской конфедерацией (до 1772). Начало русско-турецкой войны (до 1774).
- 1769 — Выпуск ассигнаций (первых в России бумажных денег).
- 1770 — Разгром турецкого флота в Чесменской бухте. Победы при Ларге и Кагуле.
- 1772 — Первый раздел Речи Посполитой (совместно с Пруссией и Австрией). Присоединение Восточной Белоруссии и части Латвии.
- 1773—1775 — Крестьянская война под предводительством Емельяна Пугачёва.
- 1775 — ликвидация Запорожской Сечи.
- 1775 — Российская империя разделена на 52 губернии.
- 1783 — Манифест Екатерины II о присоединении Крыма к России. «Георгиевский трактат» о добровольном принятии Восточной Грузии под покровительство России.
- 1787 — Начало русско-турецкой войны (до 1791).
- 1790 — Взятие русскими войсками крепости Измаил.
- 1792 — Русско-польская война.
- 1793 — Второй раздел Речи Посполитой (совместно с Пруссией). Присоединение Центральной Белоруссии и части Правобережной Украины.
- 1794 — восстание Костюшко и его подавление.
- 1795 — Третий раздел Речи Посполитой (совместно с Пруссией и Австрией). Присоединение Западной Белоруссии, Литвы и Волыни.
- 1796 — Начало царствования Павла I (до 1801).
- 1797 — Акт о престолонаследии.
- 1799 — Итальянский и швейцарский походы Александра Суворова. Российско-американская компания.

## XIX век
- 1804 — Наполеон I провозглашён императором французов.
- 1805 — Трафальгарское сражение.
- 1811 — Провозглашение независимости Венесуэлы.
- 1815 — Битва при Ватерлоо.
- 1848 — «Золотая лихорадка» не в Калифорнии. Серия революционных выступлений в Европе.
- 1856 — Вторая опиумная война Великобритании и Китая.
- 1860 — Экспедиция «Тысячи» Дж. Гарибальди.

- 1801 — Убит Павел I. Начало правления Александра I (до 1825).
- 1801 — Присоединение Грузии к России.
- 1802 — Учреждение министерств в России.
- 1803 — Указ о вольных хлебопашцах.
- 1805 — Битва при Аустерлице.
- 1806 — начало новой русско-турецкой войны (до 1812).
- 1807 — Встреча Александра I и Наполеона в Тильзите. Тильзитский мир.
- 1808—1809 — Русско-шведская война.
- 1809 — Проект реформ Сперанского. Присоединение Финляндии к России.
- 1810 — Учреждение Государственного совета.
- 1811 — Открытие Царскосельского лицея.
- 1812 — Отечественная война 1812 года. Бородинское сражение.
- 1813 — Заграничный поход русской армии. Гюлистанский мир c Персией.
- 1814 — взятие Парижа.
- 1817 — Начало Кавказской войны (до 1864).
- 1825 — Восшествие на престол Николая I (до 1855). Восстание декабристов.
- 1826—1828 — русско-персидская война. Присоединение Нахичевани и Эривани.
- 1828—1829 — русско-турецкая война.
- 1830 — Польское восстание.
- 1832 — Кодификация законов.
- 1835 — Сокращение автономии университетов.
- 1837—1841 — Реформа Киселёва по управлению государственными крестьянами.
- 1849 — Участие России в подавлении революции в Венгрии.
- 1851 — Открытие железнодорожного сообщения между Петербургом и Москвой.
- 1853—1856 — Крымская война (закончилась с подписанием Парижского мирного договора).
- 1854—1855 — Оборона Севастополя.
- 1855 — Начало правления Александра II (до 1881).
- 1858 — Присоединение Амурского региона. Айгунский договор с Китаем.

- 1861—1865 — Гражданская война в США.
- 1863 — Отмена рабства в США.
- 1869 — Открытие Суэцкого канала.
- 1870 — Завершение объединения Италии.
- 1871 — Завершение объединения Германии. Парижская коммуна.
- 1874 — Восстание самураев в Японии (до 1877).
- 1885 — Создание партии Индийский национальный конгресс.
- 1899 — Начало англо-бурской войны (до 1902).
- 1899 — Начало боксёрского восстания в Китае (до 1900).

- 1861 — Манифест об отмене крепостного права.
- 1862 — Начало великих реформ.
- 1863 — Польское восстание. Экспедиция русского флота к берегам Северной Америки (до 1864).
- 1864 — Начало судебной реформы. Учреждение земств. Принят Университетский устав, восстановлена автономия университетов.
- 1865 — Цензурная реформа.
- 1865—1873 — Присоединение центральноазиатских государств: Хивинское ханство, Кокандское ханство, Бухарское ханство.
- 1867 — Россия продаёт Аляску США.
- 1870 — «Городовое положение».
- 1872 — Англо-русское соглашение.
- 1874 — Переход к всеобщей воинской повинности. «Хождение в народ».
- 1877—1878 — Русско-турецкая война. Берлинский конгресс.
- 1878 — Процесс над Верой Засулич.
- 1881 — Убийство народовольцами Александра II. Начало царствования Александра III (до 1894).
- 1884 — Отмена автономии университетов.
- 1891 — Начало строительства Транссибирской железнодорожной магистрали (до 1902). Голод, охвативший основную часть Черноземья и Среднего Поволжья (17 губерний) (до 1992).
- 1894 — Восшествие на престол Николая II (до 1917).
- 1895 — Англо-русское соглашение.
- 1896 — Ходынская катастрофа.
- 1897 — Первая всероссийская перепись населения. Денежная реформа Витте.
- 1898 — I съезд Российской социал-демократической рабочей партии (РСДРП).
- 1899 — Участие в подавлении Боксерского восстания (до 1901).

## XX век
- 1910 — Начало Революции в Мексике.
- 1910 — Аннексия Кореи Японией.
- 1911—1912 Синьхайская революция в Китае. Падение империи Цин и монархии.
- 1914 — убийство в Сараеве австрийского эрцгерцога Франца-Фердинанда сербским патриотом Гаврилой Принципом, ставшее поводом для Первой Мировой войны.
- 1919 — Создана Лига Наций.
- 1922 — Приход фашистов к власти в Италии. Б. Муссолини формирует правительство.
- 1923 — Провозглашена Турецкая республика.
- 1929 — Мировой экономический кризис (до 1933).
- 1933 — Приход Гитлера к власти в Германии.
- 1936 — Начало гражданской войны в Испании. Нападение Италии на Эфиопскую империю.
- 1938 — Аншлюс Австрии, Мюнхенский сговор.
- 1939 — Нападение Германии на Польшу. Начало Второй мировой войны.
- 1940 — Битва за Англию.
- 1941 — Нападение Японии на США. Перл-Харбор.
- 1943 — Падение фашистской диктатуры в Италии.
- 1944 — Высадка союзников в Нормандии.
- 1945 — Атомные бомбы были сброшены американцами на японские города Хиросима (6 августа) и Нагасаки (9 августа).
- 1945—1946 — Нюрнбергский процесс.
- 1946 — Фултонская речь У. Черчилля. Начало «Холодной войны».

- Январь 1902 — Создание партии эсеров.
- 17 (30) июля — 10 (23) августа 1903 — II съезд РСДРП. Раскол на «большевиков» и «меньшевиков».
- 9 февраля 1904 — 5 сентября 1905 — Русско-японская война.
- 1905 — Создание партий кадетов, октябристов. 9 (22) января Кровавое воскресенье. Первая российская революция (до 1907).
- 1906 — Начало деятельности Государственной думы. Начало аграрной реформы Столыпина.
- 1907 — Новый избирательный закон, начало работы III Государственной думы (до 1912). Англо-русское соглашение.
- 1914 — Вступление России в Первую мировую войну.
- 1916 — Брусиловский прорыв.
- 1917 — Февральская революция. Отречение Николая II от престола. Временное правительство. Октябрьская революция. Начало Гражданской войны (до 1922—1923).
- 1918 — Разгон Учредительного собрания. Брестский мир.
- 1919—1921 — Советско-польская война.
- 1921 — Переход к Новой экономической политике.
- 1922 — Образование Союза Советских Социалистических Республик.
- 1924 — Смерть В. И. Ленина. Принятие Первой Конституции СССР.
- 1927 — Военная тревога.
- 1928 — Первая пятилетка (до 1932). Индустриализация.
- 1929 — Начало коллективизации. Конфликт на Китайско-Восточной железной дороге.
- 1932 (осень)—1933 (весна) — Неурожай и голод в СССР. Польско-советский договор.
- 1933 — Подписание Итало-советского пакта.
- 1934 — Вступление СССР в Лигу Наций.
- 1935 — Подписание Франко-советского пакта. Подписание Советско-чехословацкого пакта. Седьмой конгресс Коммунистического интернационала.
- 1936 — Принята сталинская Конституция СССР. Антикоминтерновский пакт. Участие в Гражданской войне в Испании (до 1939).
- 1937 — начало Большого террора в СССР.
- 1938 — Бои с японскими войсками на озере Хасан, Политический кризис в Европе, попытка провести войска в Чехословакию для оказания помощи.
- 1939 — Московские переговоры. Бои на Халхин-Голе. Советско-германский пакт о ненападении. Польский поход Красной армии. Советско-финляндская война (до 1940).
- 1940 — Присоединение к СССР Прибалтики и Бессарабии.
- 1941 — Начало Великой Отечественной войны. Битва за Москву (до 1942). Блокада Ленинграда (до 1944). Советско-японский пакт. Битва под Киевом. Битва за Смоленск. Советско-финская война (до 1944). Оборона Севастополя (до 1942).
- 1942 — Начало Сталинградской битвы и начало битвы за Кавказ (до 1943).
- 1943 — Курская битва. Битва за Днепр. Тегеранская конференция.
- 1944 — операция «Багратион» — освобождение Белоруссии от нацистов. Начало Освобождения Европы от нацистов (до 1945).
- 1943—1944 — Массовая депортация народов Северного Кавказа и Крыма.
- 1945 — Ялтинская конференция. Победоносное завершение Великой Отечественной войны (09.05). Советско-японская война.

- 1947 — Принят план Маршалла по восстановлению Европы.
- 1947 — Провозглашение независимости Индии и Пакистана.
- 1948 — Провозглашение государства Израиль. Первая арабо-израильская война.
- 1948 — Разделение Кореи по 38-й параллели.
- 1949 — Провозглашение Китайской Народной Республики.
- 1949 — Образование НАТО.
- 1959 — Кубинская революция.
- 1961 — Возведение Берлинской стены.
- 1967 — Шестидневная война.
- 1964 — война во Вьетнаме (до 1973).
- 1968 — Пражская весна.
- 1969 — Первый полёт человека на Луну.
- 1979 — Исламская революция в Иране.
- 1980 — Образование профсоюза «Солидарность» в Польше.
- 1990 — Вторжение Ирака в Кувейт. Операция «Буря в пустыне».
- 1991 — Распад Югославии.

- 1946 — Начало холодной войны.
- 1949 — 29 августа произошло успешное испытание атомной бомбы на Семипалатинском полигоне. Начало «борьбы с космополитизмом».
- 1950—1953 — Корейская война.
- 1953 — Смерть Сталина. Фактическим руководителем СССР становится Г. М. Маленков, занявший пост председателя Совета Министров СССР. Испытание первой советской водородной бомбы.
- 1954 — Начало освоения целинных земель. Запуск первой АЭС в посёлке Обнинское Калужской области.
- 1955 — Смещение Маленкова, власть переходит к первому секретарю ЦК КПСС Н. С. Хрущёву. Подписание Варшавского договора. Катастрофа линкора «Новороссийск» в Севастополе.
- 1956 — XX съезд КПСС. Доклад Хрущёва «О культе личности и его последствиях». Советские войска введены в Венгрию. Реабилитация репрессированных.
- 1957 — Запуск первого в мире искусственного спутника (Спутник-1).
- 1961 — Космический полёт Ю. А. Гагарина — первый полёт человека в космос. Возведение Берлинской стены.
- 1962 — Новочеркасский расстрел. Карибский кризис.
- 1964 — Отстранение Н. С. Хрущёва от власти. Руководителем страны становится Л. И. Брежнев.
- 1965 — Экономическая реформа управления народным хозяйством и планирования в СССР под руководством А. Н. Косыгина.
- 1968 — Участие СССР в подавлении Пражской весны.
- 1970 — Начало миссии аппарата «Луноход-1» на поверхности Луны, завершившейся в 1971 году.
- 1971 — Гибель экипажа космического корабля «Союз-11». Смерть Хрущёва спустя почти семь лет после отстранения от власти.
- 1972 — Договоры об ограничении системы противоракетной обороны и стратегических наступательных вооружений. Матч за звание чемпиона мира по шахматам между действовавшим русским чемпионом мира по шахматам Борисом Васильевичем Спасским и американским претендентом Робертом Джеймсом Фишером, в котором победил последний.
- 1977 — Принятие брежневской Конституции СССР.
- 1979 — Начало Афганской войны, которая закончилась в 1989 году.
- 1980 — Летние Олимпийские Игры в Москве.
- 1982—1985 — смерть Л. И. Брежнева, смена власти в СССР. В течение четырёх лет сменилось два руководителя (Андропов и Черненко пробыли на посту генерального секретаря партии год и три месяца и триста восемьдесят дней соответственно).
- 1985 — Генеральным секретарём ЦК КПСС избран М. С. Горбачёв. Начало перестройки.
- 1986 — Крупнейшая техногенная катастрофа на Чернобыльской АЭС на Украине. Крушение парохода «Адмирал Нахимов» в Цемесккой бухте.
- 1987 — провозглашение политики Гласности. Подписание Договора между СССР и США о ликвидации ракет средней и малой дальности.
- 1988 — Спитакское землетрясение в Армении, самое разрушительное землетрясение в истории СССР.
- 1989 — Железнодорожная катастрофа под Уфой, ставшая крупнейшей железнодорожной катастрофой в истории России и СССР.
- 1990 — Избрание М. С. Горбачева президентом СССР. Декларация о государственном суверенитете России. Включение первых пяти объектов на территории СССР (включая Россию) в список Всемирного наследия ЮНЕСКО.
- 1991 — Избрание Б. Н. Ельцина президентом РСФСР. Образование ГКЧП и провальная попытка путча. Распад СССР. Образование Содружества независимых государств (СНГ). Конец холодной войны.
- 1992 — Начало либеральных экономических реформ. Начало приватизации. Создание ОДКБ.
- 1993 — Конституционный кризис, нападение сторонников распущенного Верховного Совета на здание мэрии Москвы и телецентр Останкино и расстрел здания Верховного совета России. Принятие всенародным голосованием Конституции Российской Федерации. Выборы в Государственную думу I созыва.
- 1994—1996 — Первая война в Чечне.
- 1994 — Крах финансовой пирамиды «МММ».
- 1995 — Выборы в Государственную думу II созыва.
- 1996 — Б. Н. Ельцин вновь избран Президентом РФ. Создание Союзного государства России и Белоруссии.
- 1997 — вхождение России в «Большую восьмерку» (G8) (до 2014 года).
- 1998 — Дефолт в России.

- 1999 — Вторжение боевиков в Дагестан, начало Второй чеченской кампании. Серия взрывов многоэтажных жилых домов в российских городах (Буйнакске, Москве и Волгодонске). Попытка импичмента президента Ельцина. Выборы в Государственную думу III созыва. Отставка Б. Н. Ельцина, назначение исполняющим обязанности Президента РФ Председателя Правительства РФ В. В. Путина. Создание «Большой двадцатки» (G20).
- 2000 — Президентом РФ избран В. В. Путин. Создание федеральных округов в РФ. Катастрофа АПЛ «Курск». Пожар на Останкинской телебашне в Москве. Освящение воссозданного храма Христа Спасителя в Москве.

## XXI век
- 11 сентября 2001 — террористический акт группировки «Аль-Каида» — атака на Всемирный торговый центр в Нью-Йорке.
- 2001—2021 — американская война в Афганистане.
- 2003 — Вторжение войск международной коалиции (основные участники — США и Великобритания) в Ирак.
- 2008 — Мировой финансовый кризис.
- 2010—2012 — «Арабская весна»: серия «цветных революций» и их попыток в странах арабского мира.
- С 2020 — Пандемия COVID-19.

- 2001 — Затопление орбитальной станции «Мир», последней отечественной орбитальной станции. Основание Шанхайской организации сотрудничества (ШОС).
- 2002 — Захват заложников в театральном центре на Дубровке в Москве, совершённый чеченскими террористами. На посту главы Банка России Виктора Геращенко сменил Сергей Игнатьев. Всероссийская перепись населения 2002 года.
- 2003 — Чуйское землетрясение 27 сентября 2003 года. Выборы в Государственную Думу IV созыва.
- 2004 — Избрание Владимира Путина на второй срок. Террористический акт чеченских террористов на самолётах Ту-134 и Ту-154. Захват заложников в Беслане (Северная Осетия), совершённый чеченскими террористами. Отмена выборов глав регионов (последние после отмены выборы состоялись в Ненецком автономном округе в 2005 году). Председателем правительства утверждён Михаил Фрадков.
- 2005 — Нападение боевиков на город Нальчик (Кабардино-Балкария). Первое в истории Российской Федерации объединение регионов — Пермская область и Коми-Пермяцкий автономный округ объединились в Пермский край. Начало реализации национальных проектов.
- 2006 — 32-й саммит G8 в Санкт-Петербурге. В России введена в оборот банкнота Банка России достоинством в 5000 рублей.
- 2007 — Письмо десяти академиков. Взрыв на угольной шахте «Ульяновская» в Кемеровской области 19 марта 2007 года. В результате объединения регионов сформированы новые субъекты РФ — Красноярский (за счёт присоединения к Красноярскому краю Таймырского (Долгано-Ненецкого) и Эвенкийского автономных округов) и Камчатский (за счёт объединения Камчатской области и Корякского автономного округа) края. Председателем правительства утверждён Виктор Зубков. Выборы в Государственную думу V созыва. Смерть Б. Н. Ельцина спустя семь с лишним лет после отставки.
- 2008 — Президентом РФ избран Д. А. Медведев. Председателем правительства утверждён Владимир Путин. Война в Грузии, приведшая к признанию Россией независимости Южной Осетии и Абхазии. Вступление в силу поправок к Конституции РФ. В результате объединения регионов сформированы новые субъекты РФ — Иркутская область (за счёт присоединения к Иркутской области Усть-Ордынского Бурятского автономного округа) и Забайкальский край (за счёт объединения Читинской области и Агинского Бурятского автономного округа).
- 2009 — Введение обязательного Единого государственного экзамена (ЕГЭ). Первый саммит БРИК (ныне БРИКС в Екатеринбурге. Конкурс песни «Евровидение 2009» в Москве. Завершение Второй чеченской кампании. Авария на Саяно-Шушенской ГЭС 17 августа 2009 года. Пожар в клубе «Хромая лошадь» 5 декабря 2009 года.
- 2010 — Вступил в силу Таможенный союз России, Белоруссии и Казахстана. Аномальная жара, лесные и торфяные пожары в европейской части России и смог в Москве. Всероссийская перепись населения 2010 года. Взрывы на шахте «Распадская» в Кемеровской области.
- 2011 — Выборы в Государственную Думу VI созыва.
- 2012 — Четвёртым Президентом РФ избран Владимир Путин. Председателем правительства утверждён Дмитрий Медведев. Массовые акции протеста в Москве и последовавшее «болотное дело» против их участников. Вступление России в ВТО. Возобновление выборов глав регионов. Проект 5-100. Саммит АТЭС во Владивостоке. Дело Оборонсервиса, приведшее к отставке министра обороны РФ Анатолия Сердюкова; министром обороны назначен Сергей Шойгу.
- 2013 — Падение метеорита Челябинск. Теракты 21 октября, 29 и 30 декабря в Волгограде. Сильнейшее за 115 лет наводнение на Дальнем Востоке. Летняя Универсиада 2013 в Казани. На посту главы Банка России утверждена Эльвира Набиуллина. Утверждён официальный символ российского рубля.
- 2014 — С 7 по 23 февраля 2014 года в городе Сочи были проведены XXII Зимние Олимпийские игры. Аннексия Крыма Россией. Участие российских войск в войне на востоке Украины.
- 2015 — Создание Евразийского экономического союза. Военная операция России в Сирии. Катастрофа A321 над Синайским полуостровом. Турецкий самолёт сбил российский Су-24. Убийство Бориса Немцова.
- 2016 — Первый ракетный пуск с космодрома «Восточный», первого постсоветского гражданского космодрома России. Выборы в Государственную Думу VII созыва. Дело Алексея Улюкаева — первое в истории постсоветской России уголовное дело против действующего (на момент задержания) члена Правительства РФ. Убийство посла России в Турции Андрея Карлова в Анкаре.
- 2017 — Кубок конфедераций 2017 в России. Ураган в Москве и Московской области. В России введены в обращение банкноты Банка России в 200 и 2000 рублей.
- 2018 — Избрание 4-го Президента РФ Владимира Путина на второй срок (суммарно — четвёртый). Пожар в торгово-развлекательном центре «Зимняя вишня» в Кемерове 25—26 марта. Открытие автомобильной части Крымского моста. Чемпионат мира по футболу 2018 года в России. Массовое убийство в Керченском политехническом колледже. Пенсионная реформа в России (2019—2028). Русская православная церковь объявила о разрыве евхаристического общения с Константинопольским патриархатом из-за ситуации с предоставлением автокефалии православной церкви на Украине. Официально объявлено о создании Россией собственного гиперзвукового оружия.
- 2019 — Увеличение основной ставки НДС до 20 %. Переход с аналогового телевещания на цифровое. Открытие железнодорожной части Крымского моста. Пожар на АС-31 1 июля 2019 года.
- С 2020 — Пандемия коронавирусной инфекции COVID-19.
- 2020 — Владимир Путин предложил конституционную реформу, реализованную через всероссийское голосование, правительство Дмитрия Медведева ушло в отставку, новым премьер-министром назначен Михаил Мишустин; назначено новое правительство. Отравление Алексея Навального.
- 2021 — Выборы в Государственную думу VIII созыва. Всероссийская перепись населения 2021 года. Массовые убийства в учебных заведениях в Казани и в Перми.

- 2022 — Операция ОДКБ в Казахстане. Признание Россией независимости самопровозглашённых Донецкой и Луганской народных республик. Полномасштабное вторжение России на Украину. Начало мобилизации, аннексия оккупированных территорий Украины, потопление крейсера «Москва» и связанные события: убийство Дарьи Дугиной и первый подрыв Крымского моста. Массовое убийство в школе в Ижевске. Смерть М. С. Горбачёва спустя 30 лет после отставки.
- 2023 — События вокруг ЧВК «Вагнер»: мятеж 23-24 июня 2023 года и гибель руководства ЧВК в результате авиакатастрофы. Убийство Владлена Татарского и второй подрыв Крымского моста.
- 2024 — Избрание 4-го президента Владимира Путина на новый срок. Смерть Алексея Навального в исправительный колонии «Полярный Волк» в посёлке Харп Ямало-Ненецкого автономного округа. Теракт в «Крокус Сити Холле». Бои в Курской области. Разлив мазута в Керченском проливе.